# Жмеринка (локомотивное депо)
Локомотивное депо "Жмеринка" — предприятие в городе Жмеринка Винницкой области Украины.

## История
История предприятия началась в 1870 году, когда в Винницком уезде Подольской губернии Российской империи на станции Жмеринка Юго-Западной железной дороги было создано паровозное депо.
30 августа 1892 года была введена в эксплуатацию линия к Могилёву, и в Жмеринке началось строительство нового паровозного депо.
Во время первой русской революции в феврале, в октябре и в декабре 1905 года железнодорожники Жмеринки бастовали.
Во время гражданской войны Жмеринка оказалась в зоне боевых действий, город и станция пострадали, но в дальнейшем они были восстановлены. 
В 1923 году работники локомотивного депо и Жмеринских вагоноремонтных мастерских во внерабочее время бесплатно отремонтировали паровоз и 36 вагонов (эшелон, пущенный под откос в 1918 году). В ноябре 1923 года локомотивное депо увеличило производительность труда на 200%, а с февраля 1924 года - возобновило средний и поточный ремонт паровозов. 
В ходе индустриализации 1930-х годов предприятие было реконструировано и расширено, рабочие принимали участие в стахановском движении. Кроме того, именно здесь впервые в СССР была освоена спаренная езда железнодорожных бригад.
После начала Великой Отечественной войны 17 июля 1941 город и станция были оккупированы наступавшими немецко-румынскими войсками. С ноября 1941 до декабря 1943 года действовала подпольная партизанская группа паровозного депо, которой руководил коммунист М. С. Пархоменко.
18 марта 1944 года Жмеринка была освобождена советскими войсками, вслед за этим началось восстановление разрушенных промышленных предприятий. В первые месяцы восстановление проходило медленно, так как до августа 1944 года город и станцию бомбили самолёты люфтваффе, но после возобновления работы кирпичного завода ускорилось.
В 1975 году здесь был освоен ремонт тепловозов серий 2М62, 2М62У и М62, а в 1980 году - освоен ремонт тепловозов серии 2ТЭ116.
В целом, в советское время локомотивное депо входило в число ведущих предприятий города.
После провозглашения независимости Украины депо перешло в ведение министерства транспорта Украины.
В марте 1995 года Верховная Рада Украины внесла депо в перечень предприятий, приватизация которых запрещена в связи с их общегосударственным значением.